# Музей Цимэй
Музей Цимэй (кит. 奇美博物館, пиньинь: Qíměi Bówùguǎn) — тайваньский частный музей, основанный главой корпорации Chi Mei Сюй Вэньлуном.  Собрание музея включает изобразительное искусство и декоративно-прикладное искусство (живопись, скульптура, антиквариат, старинная мебель), музыкальные инструменты, окаменелости, оружие и доспехи, археологические артефакты. Музей известен тем, что в нём хранится крупнейшая в мире коллекция струнных музыкальных инструментов (более 1370 инструментов), а также обширная коллекция старинного оружия и скульптуры. В 2014 году музей переехал в новое здание в районе Жэньдэ города Тайнань.

## История создания

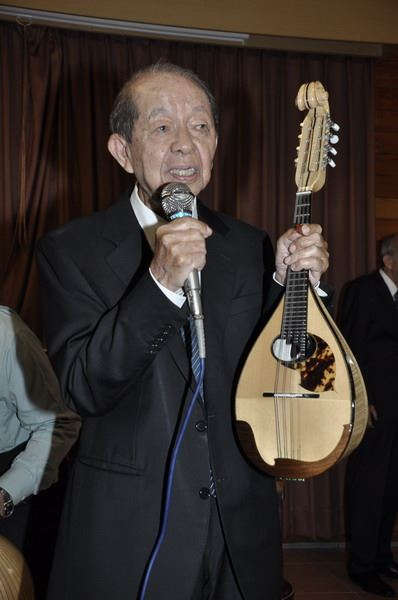
Основатель музея Сюй Вэньлун (1928-2023)

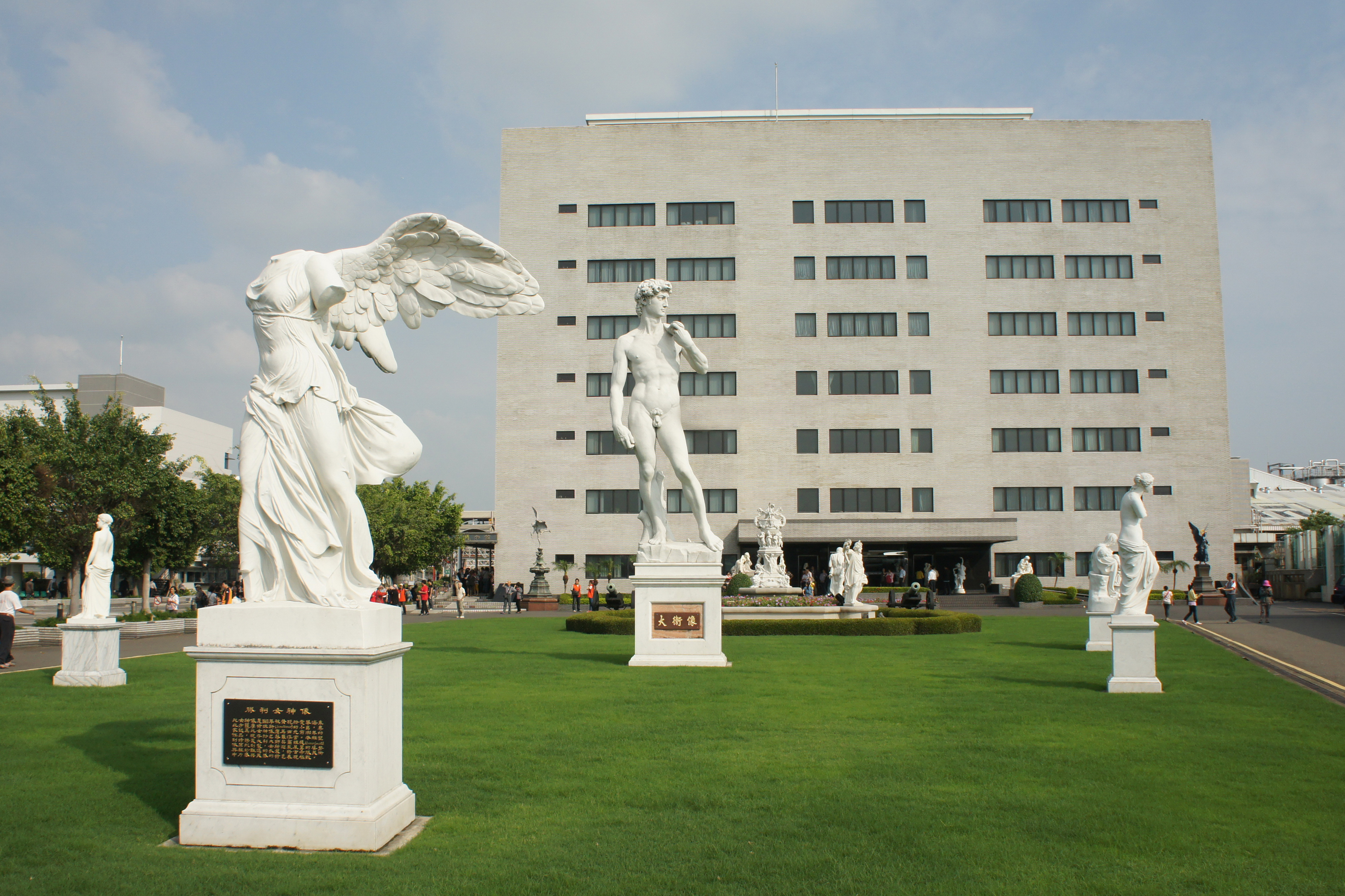
Оригинальное здание музея Цимэй

Музей был впервые основан и размещен в административном здании корпорации Chi Mei в 1992 году основателем компании Сюй Вэньлуном, в 2014 году переехал в новое здание в тайнаньский Метрополитен-парк, и был полностью открыт для публичного посещения в 2015 году. Сюй десятилетиями собирал коллекцию старинных скрипок, альтов, виолончелей и других инструментов, ныне хранящихся в музее. Будучи скрипачом-любителем, Сюй сам многократно выступал перед публикой. Для популяризации классической музыки и европейского искусства на Тайване, он в 1977 году основал Культурный фонд Цимэй, который с 1988 года вручает премию Chimei Arts Award перспективным музыкантам и художникам.
Сюй Вэньлун родился в 1928 году в бедной многодетной семье и во время Второй мировой войны семья находила убежище в «небольшом местном музее в Тайнане». Когда в 1992 году он сам открыл частный музей, главным его желанием было построить музей для всех, особенно для малообеспеченных слоев населения и тех, «у кого нет возможности путешествовать и посещать музеи за рубежом».

## Новое здание музея

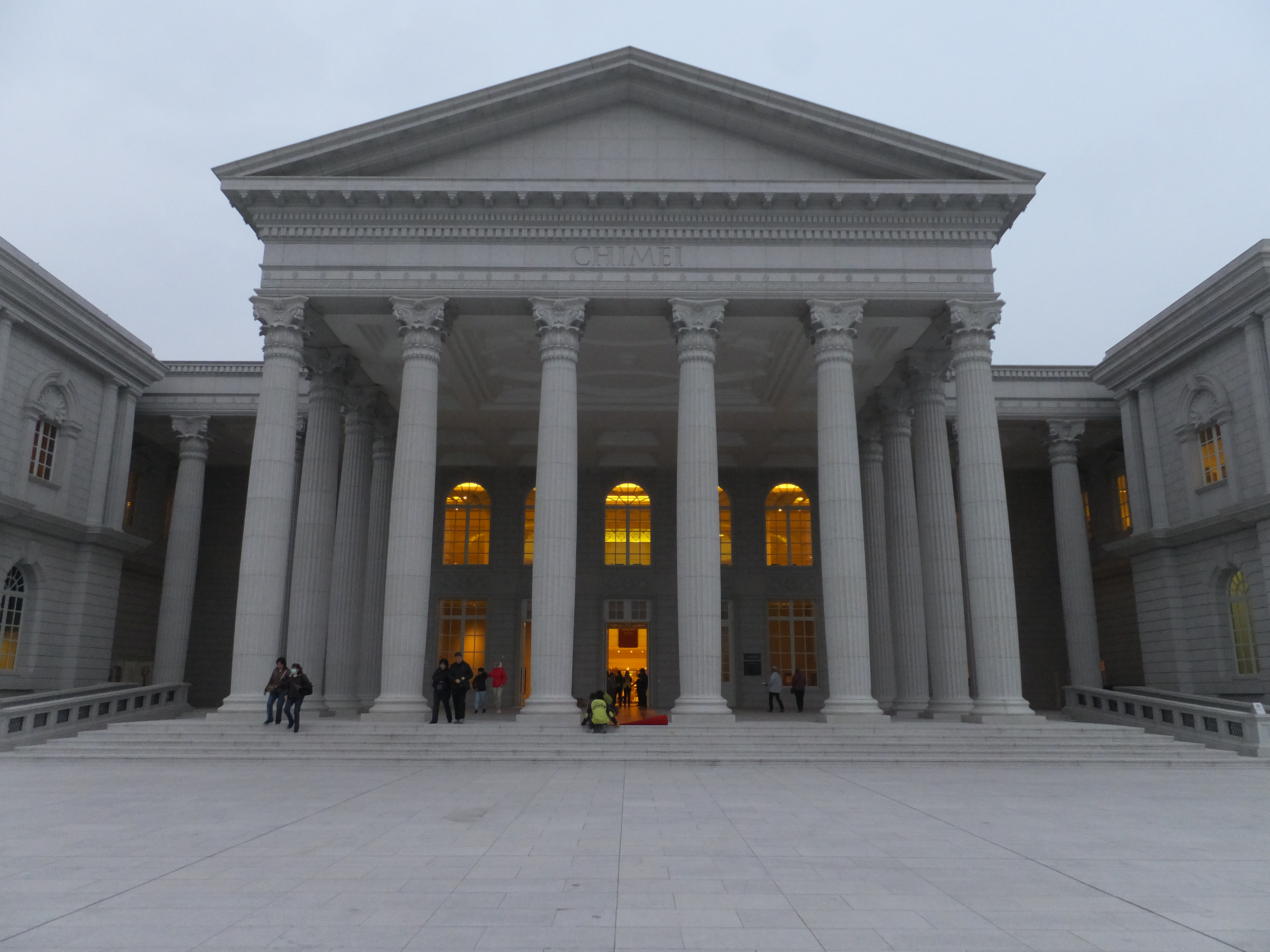
Музей Цимэй - парадный вход 奇美博物館

Музей был спроектирован архитектором Цай Ичэном, вдохновленным идеей культурного ренессанса и перенявшим все лучшие элементы классической европейской архитектуры. Именно поэтому в музее большое количество куполов, пилястр и колонн. Он энергоэффективен и имеет серебряный рейтинг LEED. Строительство главного здания музея обошлось в 2 миллиарда новых тайваньских долларов.
В музее имеется полноценная мастерская для деревянных инструментов, в которой хранится и поддерживается коллекция инструментов.

## Выставки
Выставочные залы музея разделены тематически: изобразительное искусство, естествознание и окаменелости, оружие и доспехи, музыкальные инструменты, скульптура. В музее представлена коллекция европейских мастеров живописи XIII-XX веков. Выставка исторического оружия представляет оружие от доисторических времен, бронзового века, железного века до современности. В коллекции представлено несколько артефактов из Тайваня или близлежащих к нему регионов, поскольку основная идея коллекции — позволить тайваньцам увидеть произведения искусства и предметы, для просмотра которых им в противном случае пришлось бы путешествовать далеко и тратить много денег. Основатель музея рос в неблагополучные времена и хотел, чтобы дети могли вдохновляться мировой культурой, даже если у их семей нет средств на длительные путешествия.

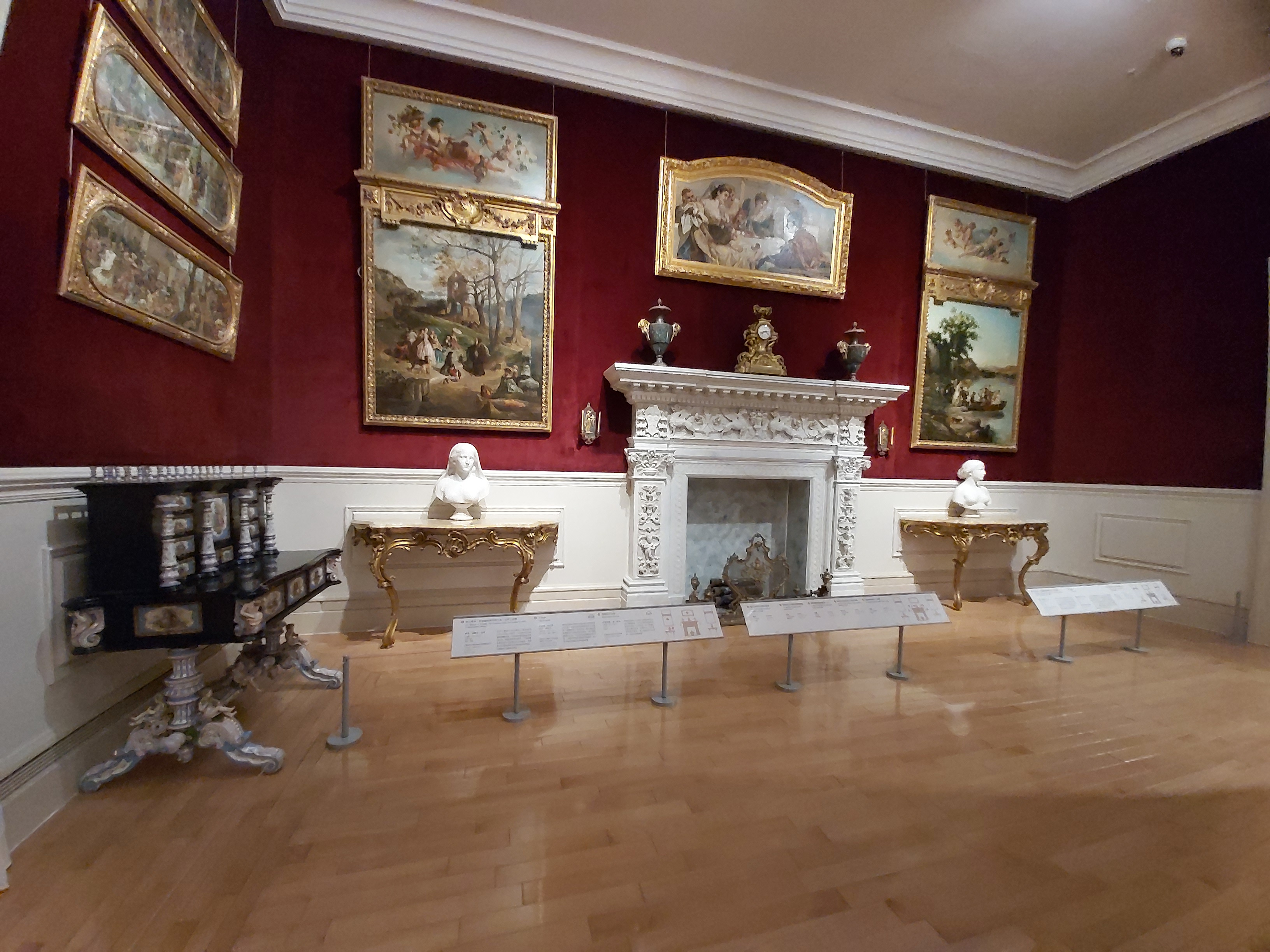
Музейные залы
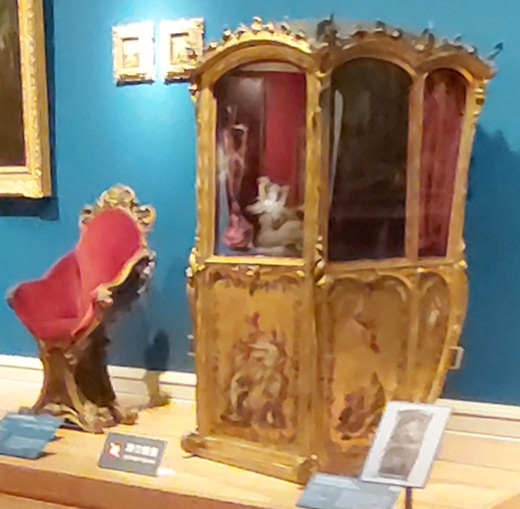
Итальянский неаполитанский стул Ормолу, Вернис Мартин и кресло-седан из позолоченного дерева.
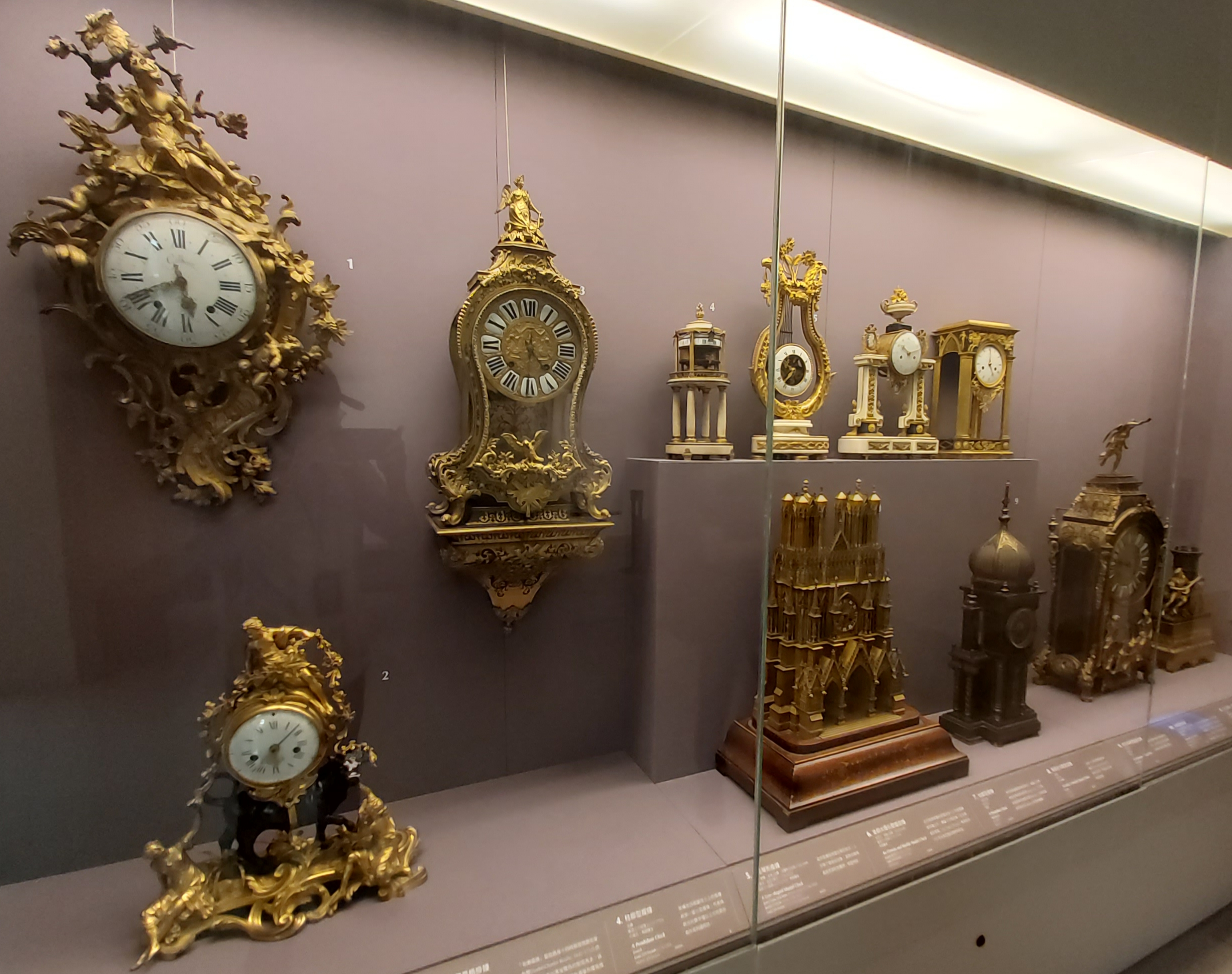
Коллекция часов
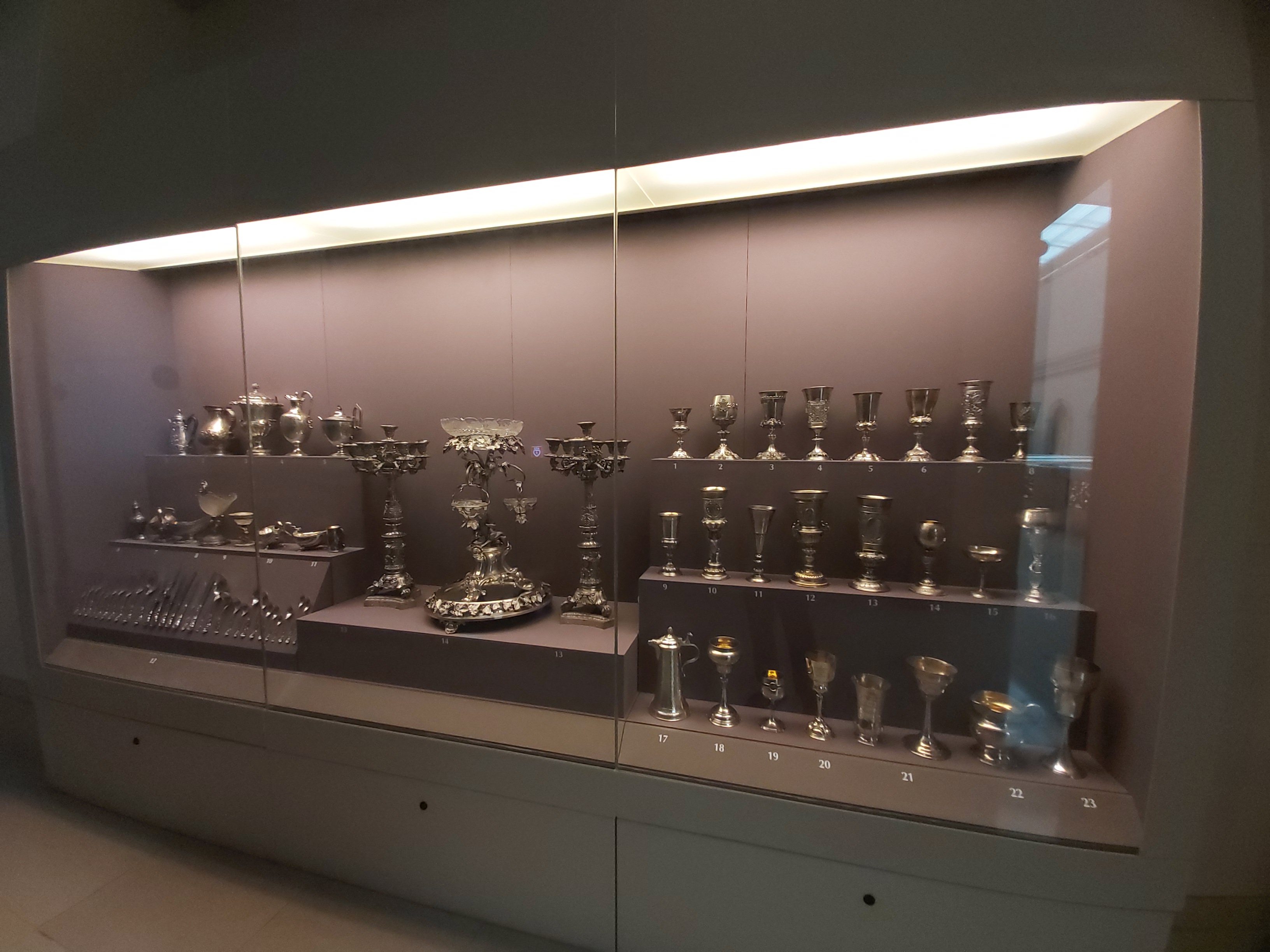
Серебряная утварь

### Музыкальные инструменты
В музее собраны музыкальные инструменты, имеющие высокую историческую ценность, скрипки и другие струнные инструменты Антонио Страдивари, Гварнери дель Джезу, Якоба Штайнера, Амати, Рожери, Джузеппе Джованни Баттиста Гварнери, Винченцо Руджери, Серафина, Гальяно, Гваданьини и других известных мастеров. Особой ценностью признают скрипку Гварнери дель Джезу «Оле Буль» 1744 года, которая считается последней работой знаменитого мастера. По данным на 2019 год, в музее хранилось более 1370 струнных инструментов, и за годы существования музея более 3000 скрипачей, альтистов и виолончелистов получали инструменты из фонда музея во временное пользование, причем более 220 скрипок взяты в долгосрочную аренду. Музей бесплатно предоставляет старинные инструменты выдающимся музыкантам. В 1999 году Йо-Йо Ма одолжил виолончель Паоло Страдивари для концерта в Тайбэе. В 2015 году тайваньский скрипач Цзэн Юйцянь завоевал Вторую премию (Первая премия не была присуждена) на XV Международном конкурсе Чайковского со скрипкой Кастельбарко-Таризио Гварнериуса из музея. К 2021 году данная коллекция струнных инструментов считалась крупнейшей в мире.

### Живопись

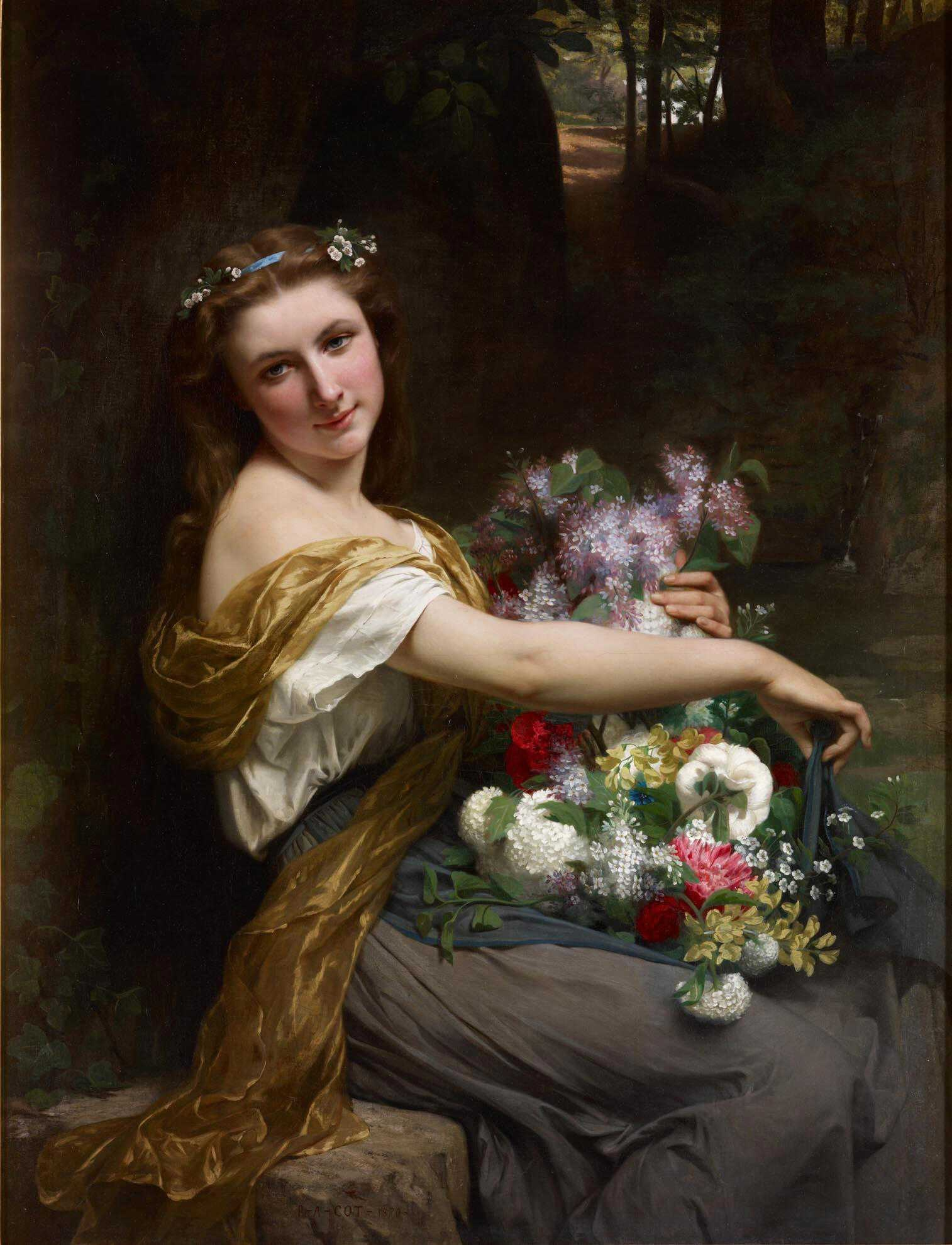
Пьер Огюст Кот «Дионисия» (1870)
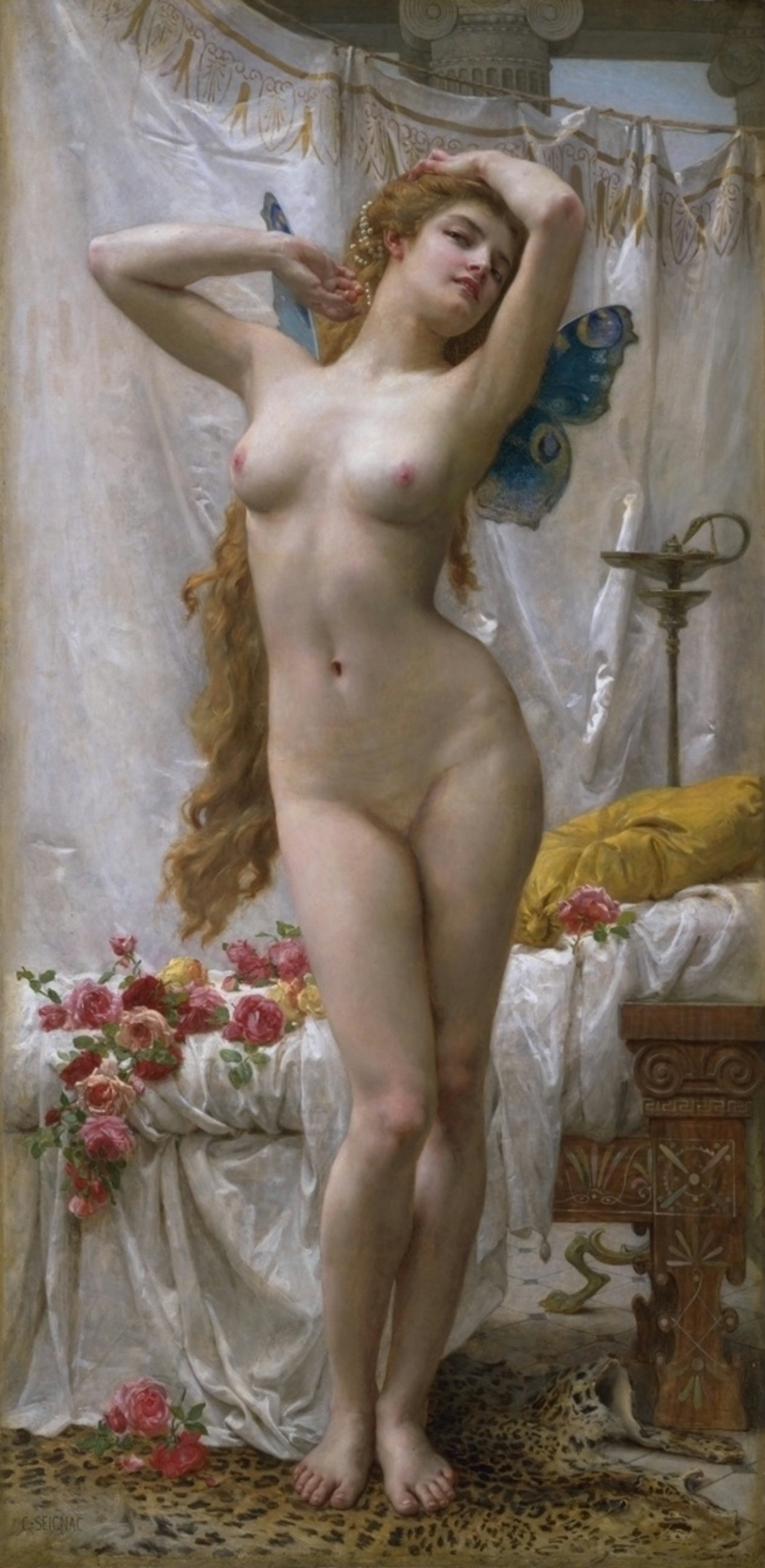
Гийом Синьяк   «Пробуждение Психеи»
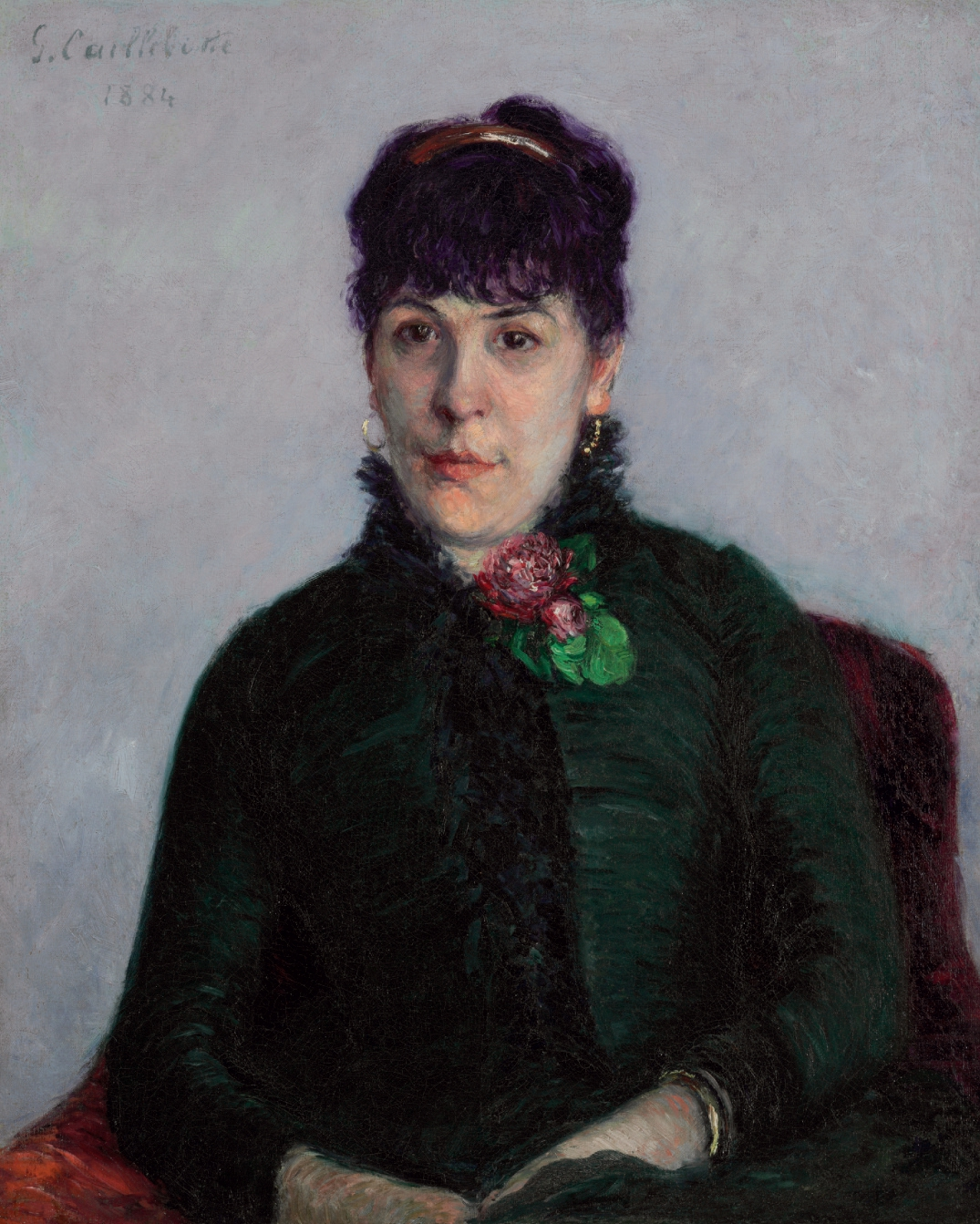
Гюстав Кайботт «Женщина с розой»
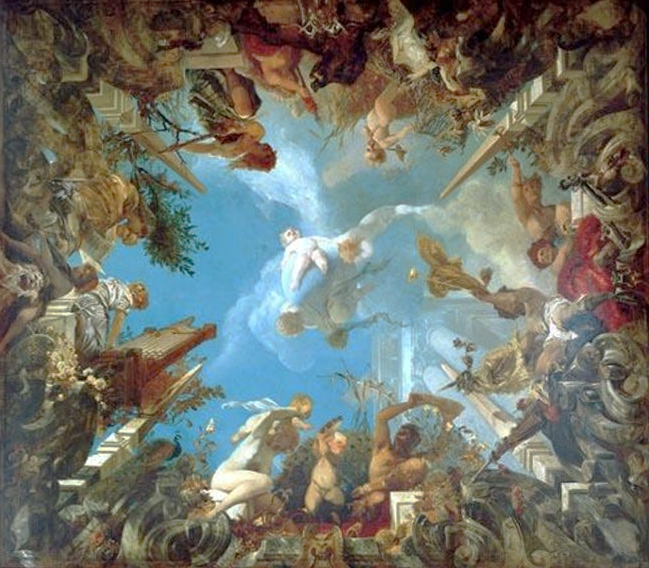
Ганс Макарт   «Четыре аллегории музыки» (1871–1873)
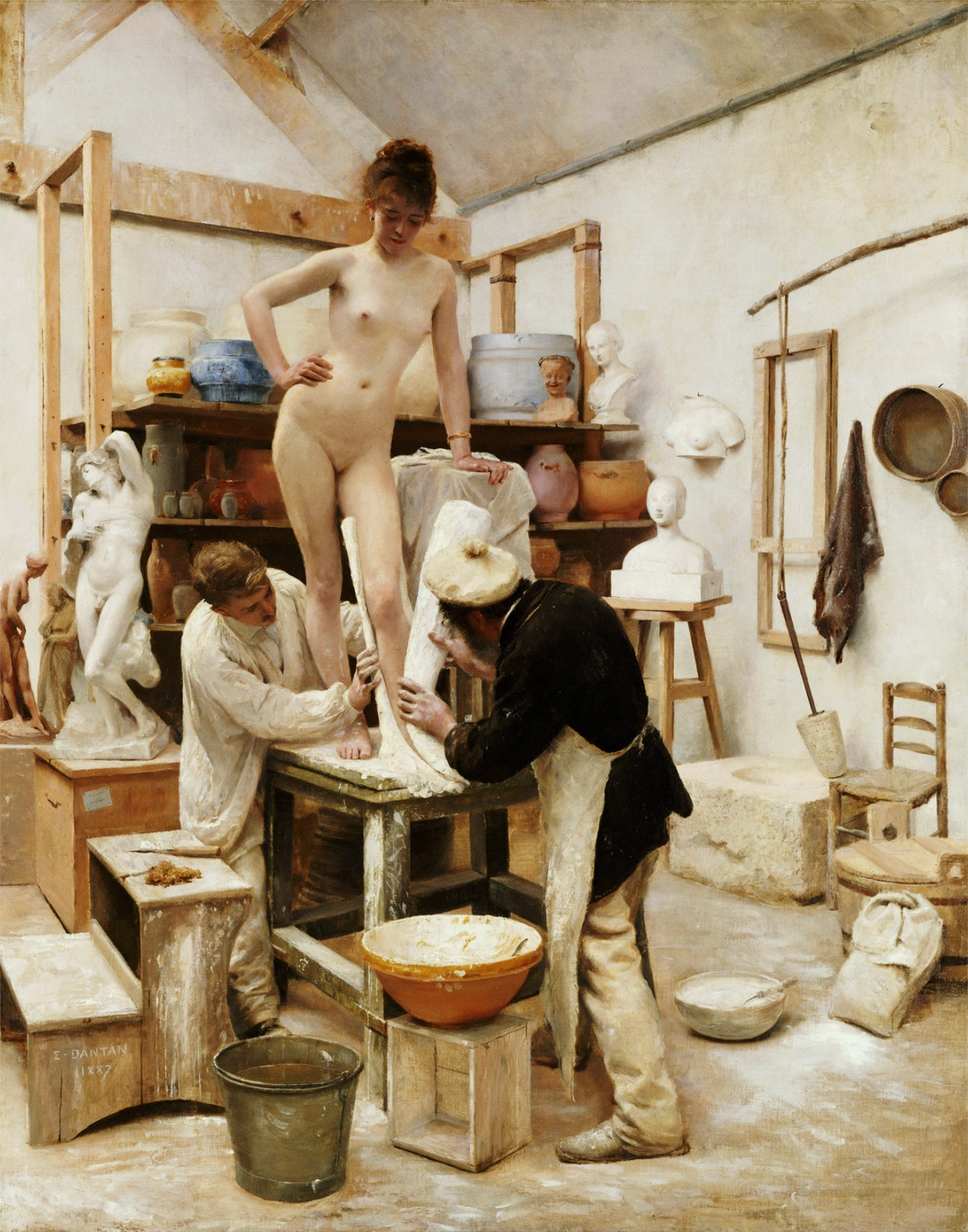
Эдуард Жозеф Дантан  «Слепок с натуры»
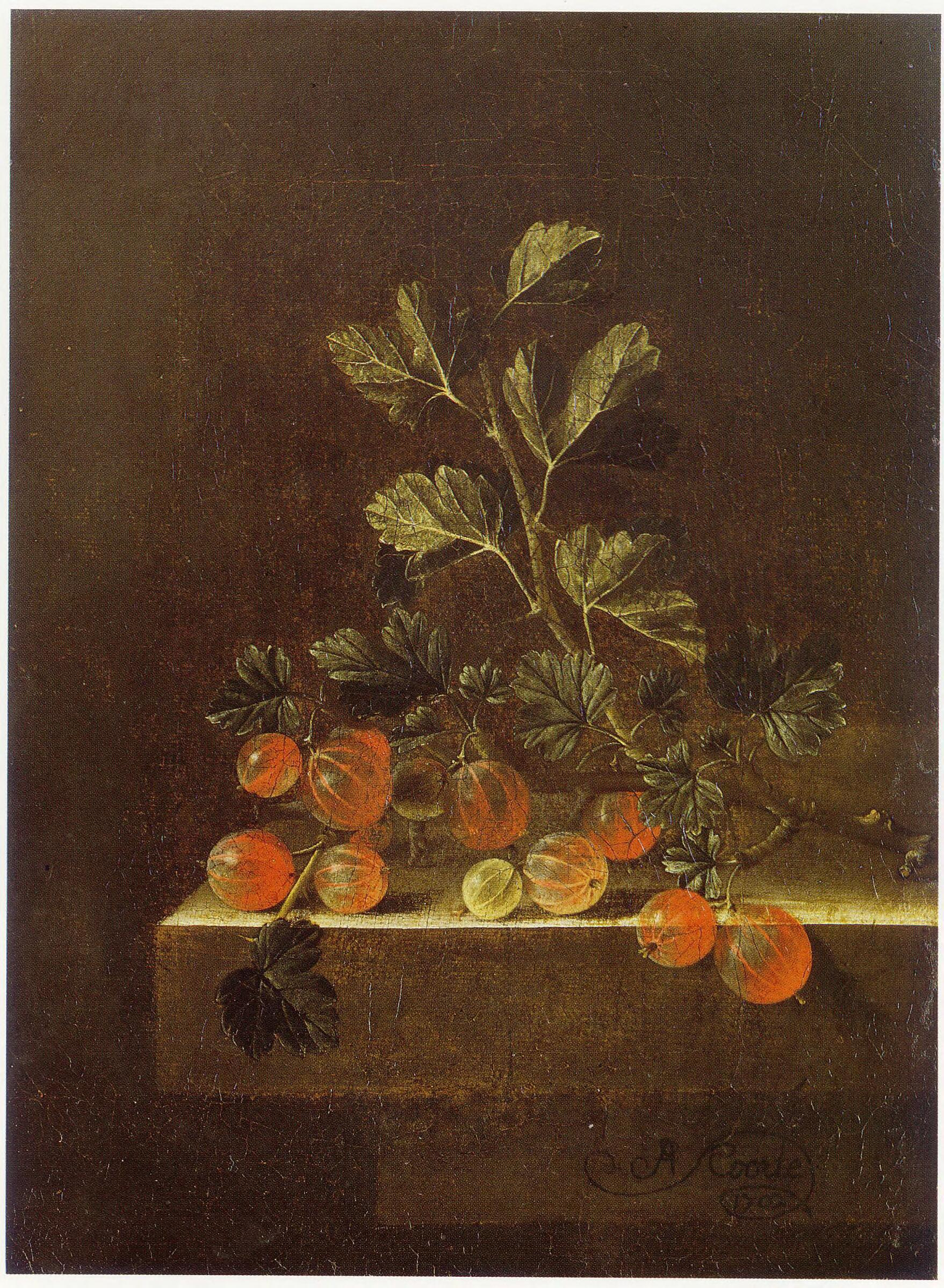
Адриан Корте «Натюрморт с ветками крыжовника»
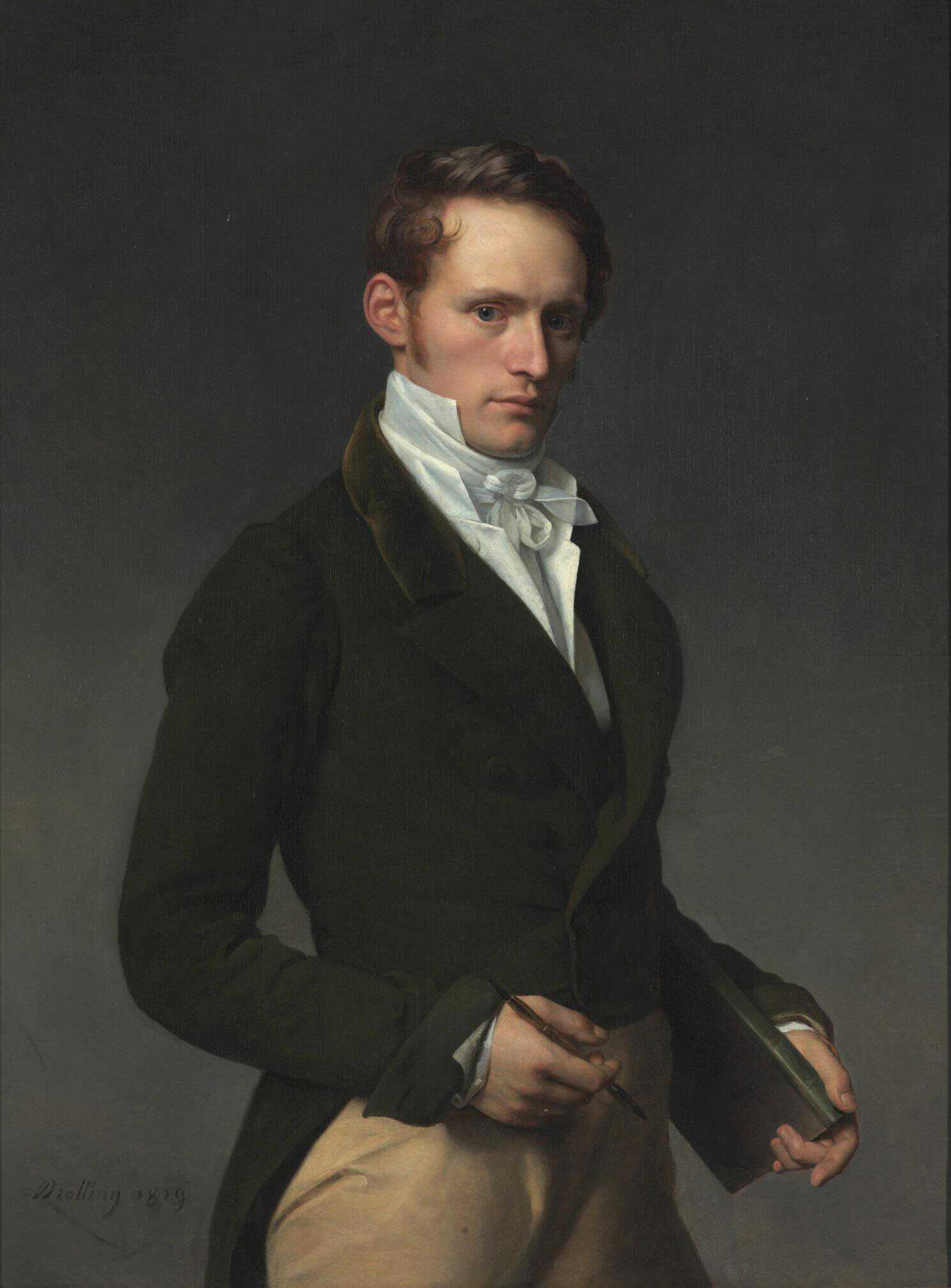
Мишель Мартен Дроллинг «Портрет художника»

Скульптура

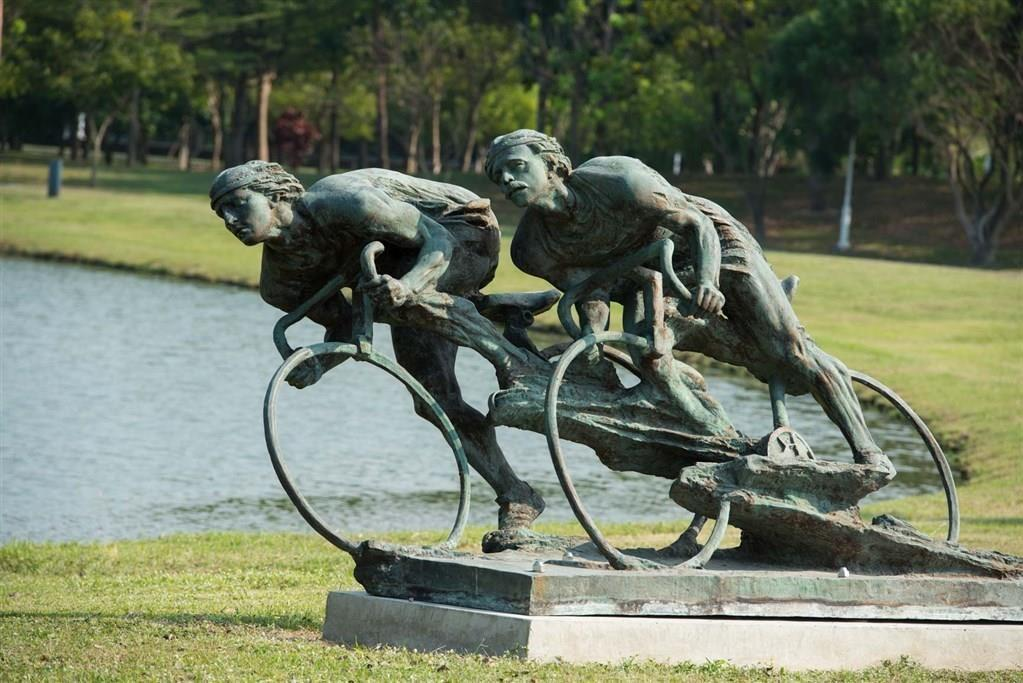
"Велосипедисты" ("Two Cyclists"), 1986, скульпторы - Евгений Прокопов (1950) и Николай Олейник (1953 - 2014).

Музей заказывает репродукции лучших образцов живописи и скульптур из мрамора, канцелярские товары с изображениями музейных экспонатов, а также приглашает музыкантов для записи произведений классической музыки, исполненных ведущими тайваньскими и зарубежными музыкантами на редких инструментах из коллекции музея. Музей издал альбом «Коллекция прекрасных скрипок Цимэй», в которой представлены 15 всемирно известных струнных инструментов, созданных итальянскими скрипичными мастерами XVII века.
У входа в музей посетителей встречает копия версальского фонтана «Аполлон». Реплика по размеру оригинала была создана в 2014 году. В 2008 году музей поручил французскому художнику Жилю Перро воспроизвести фонтан Аполлона в Версальском дворце. Три года потребовалось для современных лазерных измерений и изготовления гипсовой формы во Франции для репродукции скульптуры, а еще три года — для вырезания мрамора в городе Каррара, Италия.

До музея можно дойти пешком от станции Баоань Тайваньских железных дорог.